# Tashkent International Airport
Tashkent International Airport (usbekisk: Toshkent Xalqaro Aeroporti - (IATA-lufthavnskoden er TAS, ICAO-lufthavnskoden er UTTT) er den vigtigste internationale lufthavn i Usbekistan og den største lufthavn i Centralasien. Den ligger 12 km fra centrum i Tashkent.
Det er hovedlufthavnen for Uzbekistan Airways.
Hovedtermianlen blev ombygget i 2001. Lufthavnen har en kapacitet på 1000 passagerer/time og mere end to millioner rejsende benytter lufthavnen hvert år.
| Bygning eller seværdighed | Spire Denne artikel om en bygning, et bygningsværk eller en seværdighed er en spire som bør udbygges. Du er velkommen til at hjælpe Wikipedia ved at udvide den. |